# Беранже, Анна
А́нна Беранже́ (фр. Anne Béranger; 26 декабря 1925, Каир — 18 июля 1983, Париж) — французская актриса, танцовщица и хореограф русского происхождения.

## Биография
Дебютировала в кино в 1951 году в фильме режиссёра Ива Чампи «Перфекционист». В дальнейшем снялась ещё в семи фильмах, не считая телевизионных постановок, — наиболее значительной из ролей актрисы стала работа в фильме Марселя Карне «Пустырь» (1960). После 1970 года работала только в театре. В 1969 году основала вместе с Жозефом Руссильо авторитетную труппу современного танца (в её составе выступала, в частности, Гёш Патти), с 1976 года руководила театром танца в городе Булонь-Бийанкур. Вместе с пианистом Сетраком приняла участие в постановке монооперы Франсиса Пуленка «Человеческий голос», осуществлённой Антуаном Витезом (1982).
Дочь Беранже, Доминик Борг, — известный французский художник по костюмам.